# Henri Paternóster
Henri Paternóster   (Etterbeek, 9 de gener de 1908 - Brussel·les, 30 de setembre de 2007) fou un tirador d'esgrima belga, especialista en floret, que va prendre part en dues edicions dels Jocs Olímpics d'Estiu.
El 1936, als Jocs de Berlín, fou cinquè en la prova del floret per equips del programa d'esgrima. El 1948, una vegada finalitzada la Segona Guerra Mundial, va disputar el Jocs de Londres, on va guanyar la medalla de bronze en la prova del floret per equips, mentre en la prova individual quedà eliminat en sèries.